# Bye Bye Love (film, 2003)
Pour les articles homonymes, voir Bye Bye Love.
Pour plus de détails, voir Fiche technique et Distribution.
Bye Bye Love (ou Assez avec l'amour au Québec) (en anglais, Down with Love) est un film américano-allemand réalisé par Peyton Reed, sorti en 2003.

## Synopsis
Dans les années 1960, Barbara Novak (Renée Zellweger), auteur américain, publie son nouveau livre dans lequel elle explique aux femmes la clé du bonheur : le sexe sans amour. Un vent de panique se répand chez les hommes tandis que les femmes prennent le message de Barbara à la lettre : celle-ci devient de ce fait l'icône de la gent féminine et le cauchemar des hommes.
Cependant, Catcher Block (Ewan McGregor), journaliste, star dans son milieu et tombeur de ces dames, décide de séduire Novak pour lui prouver qu'elle se trompe et ainsi rétablir la « suprématie » masculine. Mais qui succombera au charme de l'autre le premier ?

## Fiche technique
- Titre : Bye Bye Love ("Assez avec l'amour" au Québec)
- Titre original : Down with Love
- Réalisation : Peyton Reed
- Scénario : Eve Ahlert & Dennis Drake
- Musique : Marc Shaiman
- Photographie : Jeff Cronenweth
- Montage : Larry Bock
- Production : Dan Jinks & Bruce Cohen
- Sociétés de production : Fox 2000 Pictures, Regency Enterprises, Jinks/Cohen Company & Epsilon Motion Pictures
- Société de distribution : 20th Century Fox
- Pays :  États-Unis,  Allemagne
- Langue : Anglais
- Format : Couleur - Dolby Digital - DTS - 35 mm - 2.35:1
- Genre : Comédie romantique
- Durée : 94 minutes

## Distribution
- Renée Zellweger (VF : Marie-Laure Dougnac) : Barbara Novak / Nancy Brown
- Ewan McGregor (VF : Bruno Choël) : Catcher Block / Zip Martin
- Sarah Paulson (VF : Ninou Fratellini) : Vikki Hiller
- David Hyde Pierce (VF : Lionel Tua) : Peter MacMannus
- Rachel Dratch : Gladys
- Jack Plotnick : Maurice
- Tony Randall : Theodore Banner
- Jeri Ryan : Gwendolyn
- John Aylward (VF : Robert Darmel) : E.G.
- Warren Munson (VF : Jacques Brunet) : C.B.
- Basil Hoffman (VF : Jean Lescot) : C.W. (non crédité)
- Matt Ross : J.B.
- Michael Ensign (VF : Michel Ruhl) : J.R.
- Timothy Omundson : R.J.
- Florence Stanley (VF : Katy Vail) : Mme Litzer
- Ivana Miličević : Yvette
- Melissa George : Elkie

## Bande originale
1. Down With Love - Michael Bublé & Holly Palmer
2. Barbara Arrives - Marc Shaiman
3. Fly Me To The Moon (In Other Words) (Count Basie And His Orchestra) - Frank Sinatra
4. One Mint Julep - Xavier Cugat and His Orchestra
5. For Once In My Life - Michael Bublé
6. Girls Night Out - Marc Shaiman
7. Everyday Is A Holiday With You - Esthero
8. Kissing A Fool - Michael Bublé
9. Barbara Meets Zip - Marc Shaiman
10. Fly Me To The Moon (In Other Words) - Astrud Gilberto
11. Love in Three Acts - Marc Shaiman
12. Here's To Love - Renée Zellweger & Ewan McGregor